# CD-Maximum
CD-Maximum (ros. СД-Максимум) – rosyjska, niezależna wytwórnia płytowa specjalizująca się w szeroko pojętej muzyce heavymetalowej. Powstała w 1997 roku z inicjatywy Jurija Bogdanowa (ros. Юрий Богданов).
Firma prowadzi w Rosji dystrybucję albumów europejskich i amerykańskich wykonawców, wydając płyty na podstawie licencji w kooperacji, m.in. z takimi wytwórniami jak: Nuclear Blast, Moon Records, AFM Records, Metal Mind Productions, Season of Mist, Regain Records, Eagle Records, Limb Muzyka, czy Prophecy Productions. Po 2010 roku działalność CD-Maximum obejmuje głównie wydawanie płyt rosyjskich zespołów muzycznych.